# 木村玉光
木村 玉光（きむら たまみつ）は大相撲の行司の名跡の一つである。

## 解説
もともとは大坂相撲の名跡で、東西合同後は二所ノ関一門の部屋の行司が代々襲名する由緒ある名跡である。現在、木村庄之助、式守伊之助以外の名跡中、最多の歴代を数える。
中村部屋所属だった13代木村玉之助が名乗った（玉光を名乗った最後の場所が1929年9月場所）後は彼の弟弟子が襲名している。
この名跡は縁起が悪く、14代玉光（1937年5月襲名）はストライキを起こした直後の場所（1972年1月場所8日目結びの、関脇貴ノ花－横綱北の富士戦）での差し違えが決定打となって停年（定年）を迎えず、翌3月場所直前になって自ら辞表を協会に提出し退職した25代木村庄之助。そして15代玉光（1960年5月襲名、幕内格、最終所属・放駒部屋、本名・多田登喜男、前名・木村登喜光）は1988年に現役中に死去するなど不運が続いている影響もあり、系統的に本来襲名するはずの木村光彦（のち立行司・34代式守伊之助、最終所属・貴乃花部屋）は三役格昇進時に玉光を名乗らず「2代木村光之助」を名乗った。
1988年以降長らく襲名されていなかったが、2006年5月場所より18年ぶりに復活。やはり放駒部屋所属で当時幕内格の木村信孝（最終所属・芝田山部屋、本名・上田延秀、京都府出身）が改名して16代玉光を襲名した。ところが2007年の三役格昇進後は怪我や病気に苦しみ、立行司（伊之助）昇進を辞退したり停年前数場所を休場するなど不運は続き、最終場所となった2015年1月場所も全休し、停年を迎えることとなった。停年後の2017年5月、胃体部癌により死去した。

## 木村玉光 (15代)
木村 玉光（きむら たまみつ、1928年4月8日 - 1988年9月15日）は大相撲の元幕内格行司。本名：多田登喜男。長野県上伊那郡飯島町出身。中村 → 花籠 → 放駒部屋所属。
中村部屋に入門。1941年1月木村時夫で初土俵。1958年7月十両格。木村登喜光から1960年5月15代玉光を襲名。1966年11月幕内格。1973年に行司部屋は解散し、各行司は元の所属部屋に戻ることになったが、中村部屋は消滅していたため、花籠部屋所属となった。1977年より幕内で裁くようになり、幕内格筆頭まで昇進したが、1988年9月15日、肝臓癌で死去。60歳没。

### その他
- 酒やタバコを好んでおり、そのことが寿命を縮める原因となったと言われている。酒癖はあまり良くなかった。また声量が大きく不足していた。
- 弟子には16代木村玉光がいる。